# 帽峰山森林公园

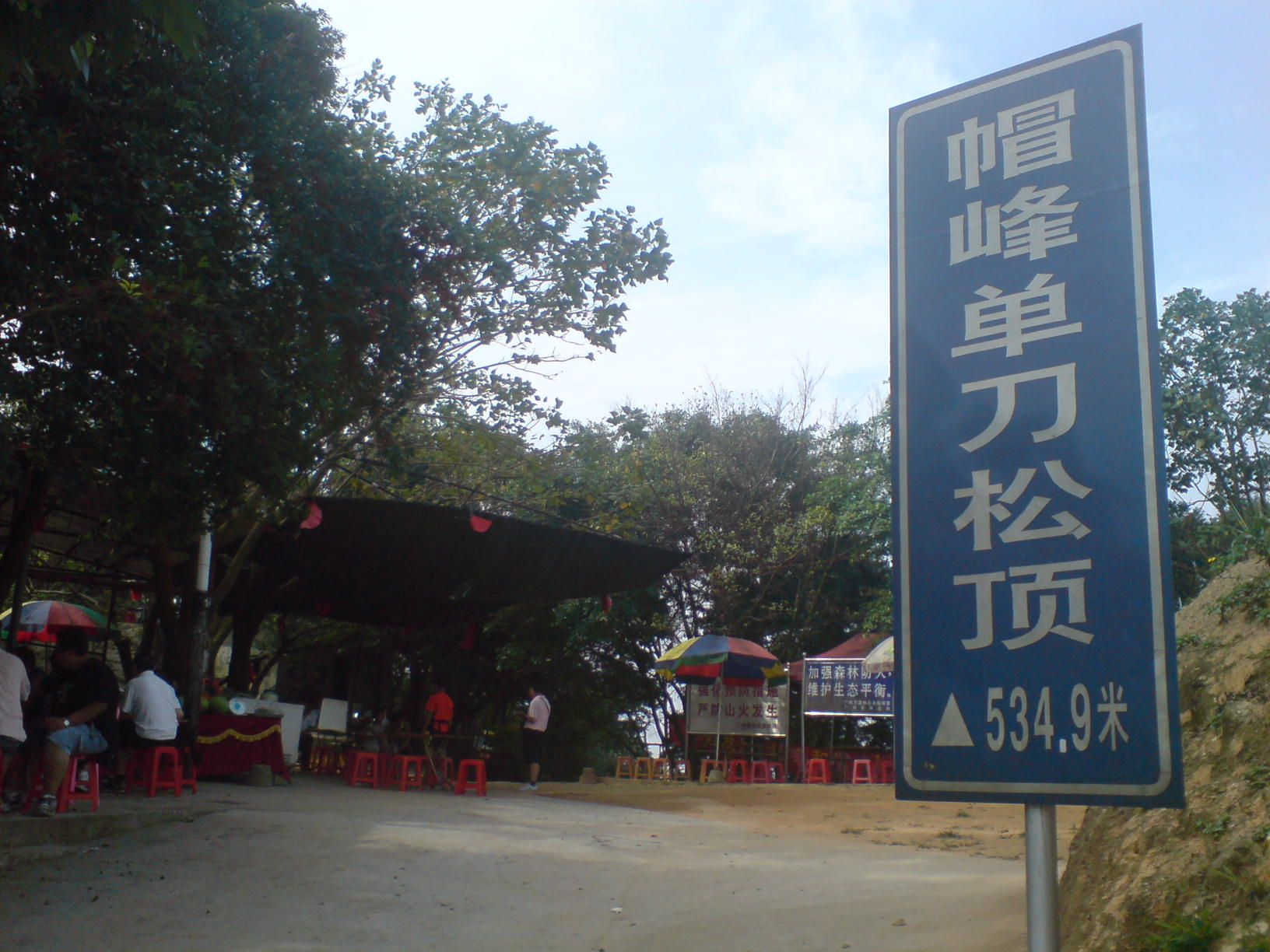
帽峰山山顶“帽峰单刀松顶”

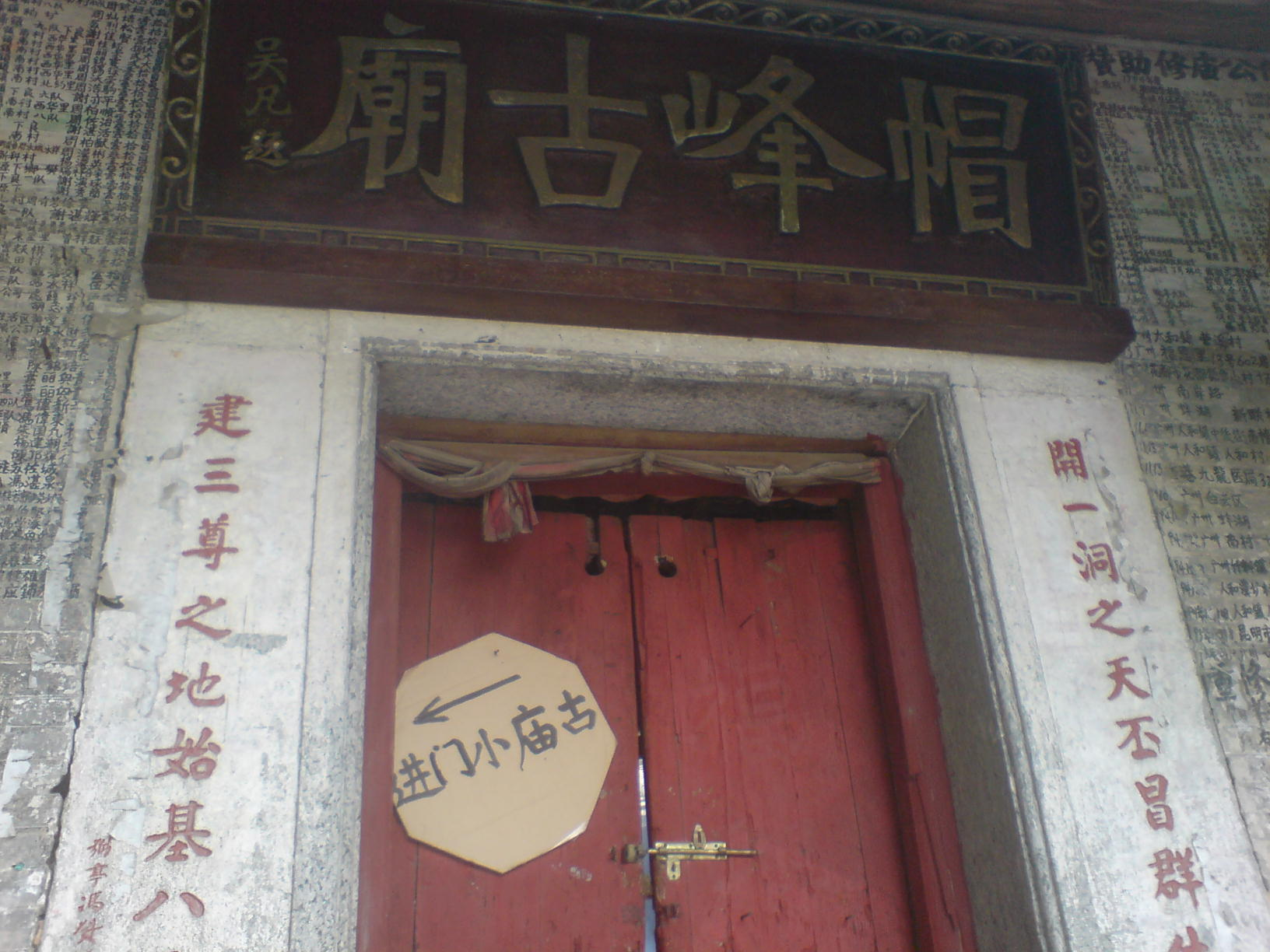
帽峰古庙

帽峰山森林公园，位于广州市白云区太和镇，距广州市区28公里，总面积6671.07公顷，建于1997年。2001年广东省林业局批准为广东省级森林公园，2003年被评为白云十景之一的“帽峰烟雨”，2023年4月被评为国家3A级旅游景区。2024年7月，被评定为国家4A级旅游景区。
帽峰山北起华坑，南至罗布洞，东至沙田，西达头陂，方圆约30平方公里。是广州市著名的“氧吧”、“绿肺”。主峰莲花峰，海拔534米，为广州市老八区（不包括花都、增城、从化等）最高峰。周围聚集着海拔200米以上的山峰20多个。帽峰山雨后，山峰隐现于云雾之间，犹如戴上了一顶雪白的大帽子，因此得名。

## 简述
目前帽峰山森林公园分铜锣湾景区、九龙涧景区和帽峰古庙登山旅游景区三部分组成。一般说的帽峰山指的是通往帽峰古庙及山顶的登山旅游景区。
帽峰山各景点的分布从帽峰山入口由低到高依次是：千年古道、帽峰古庙、红枫园、天湖、半峰亭和山顶。
帽峰古庙是帽峰山古迹，始建于公元960年，但另有不可考证的说法是相传古庙始建于北宋年间，是北宋古城之“进士校书朗”少年读书之所。600多年前及清朝光绪年间曾重修过，是远近闻名的朝圣之地。此庙应属于道教，因为庙内正神非佛教人物。帽峰古庙在2011年6月被列为白云区登记保护文物单位。
山顶名为“帽峰单刀松顶”，海拔534.9米，山顶仅有两座气象塔和一民宅。
帽峰山红叶景观最美的地方叫做红枫园，位於帽峰古庙登山旅游景区天湖西侧，总面积约10000平方米，每年11月便進入最佳賞楓期。
帽峰山有帽峰沁园酒店，为四星级。
九龙涧位于帽峰山的北麓，占地2000多亩，属山区气候，昼夜温差较大。由九支泉水汇聚而成的湖泊，因此得名。

## 景点

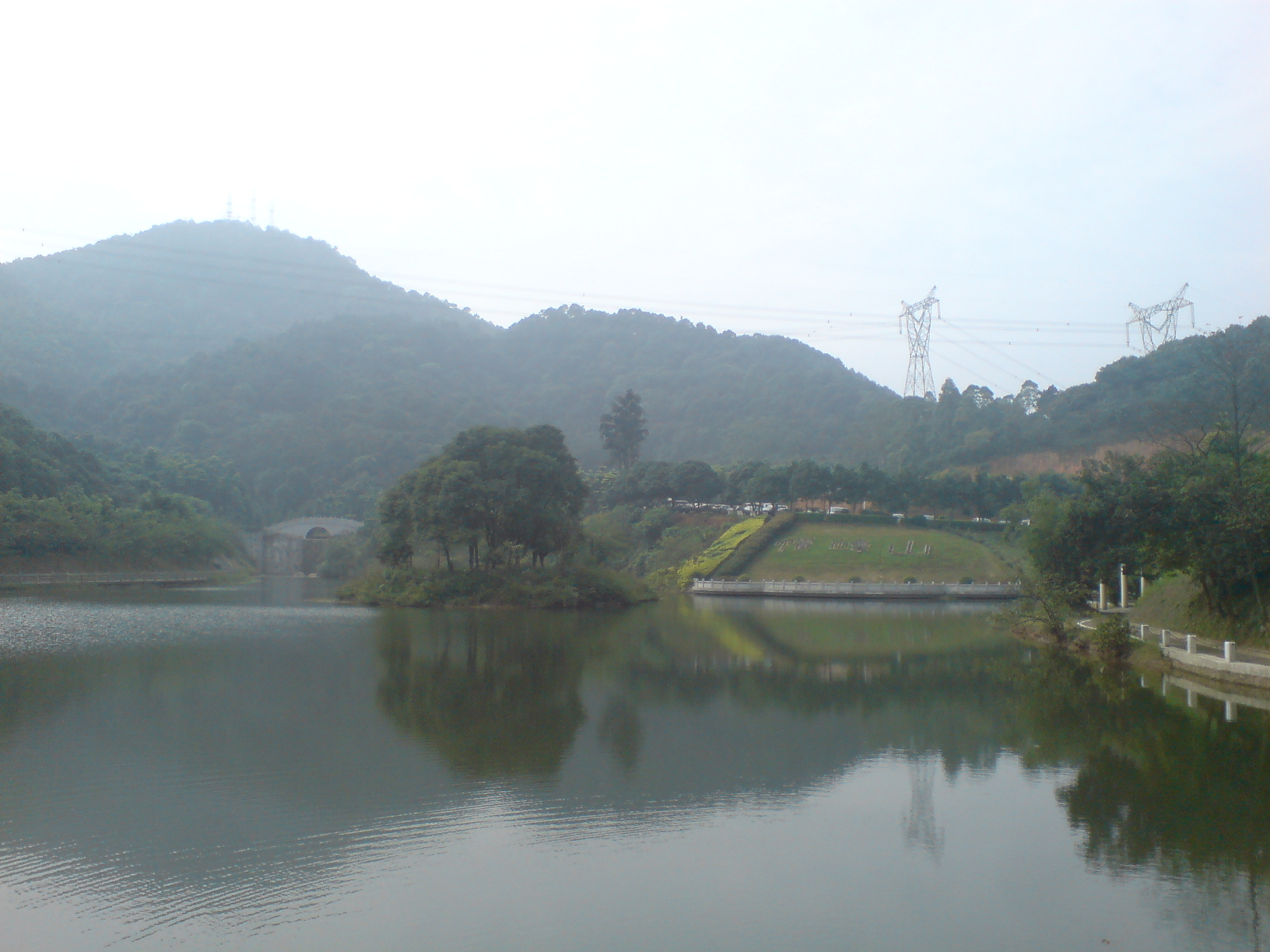
天湖

- 千步梯
- 龙口泉
- 神仙床
- 瀑布
- 半峰亭
- 红枫园
- 帽峰古庙
- 千年古道
- 天湖
- 九龙涧
- 铜锣湾水库

## 门票
门票为套票，人民币10元，可通往帽峰山森林公园三个景区。